# パイロン (ヴァンパイア)
パイロン (Pyron) は、カプコンの2D対戦型格闘ゲーム『ヴァンパイア』シリーズに登場する架空のキャラクター。

## キャラクター設定
宇宙の果てのヘルストーム星にて、不老不死のエネルギー生命体へと進化した種族としてパイロンは生まれた。彼らはその存在意義を美しい星をコレクションすることに見つけ、2億年もの旅をしてきた。今度は太陽系に目をつけてコレクションに加えようとした時、その4つ目の青い星に生命が存在することに気が付く。数千年ぶりの己以外の生物との遭遇は、パイロンのもう一つの生きがいである「戦い」に興じることを求める。地球へ向けて思念波を送り、それを感知できる存在を認めると、本来は目視することができないエネルギーの塊の体を人間の形へと変化させる。そして、自分の下に辿り着ける存在を、大西洋の底で静かに待つ。『ヴァンパイア ハンター』（以下『ハンター』）までのエンディングでは、地球をコレクションにすることに成功して、まるで指輪のように自身の指の周りを公転させる。家庭用『ヴァンパイア セイヴァー』（以下『セイヴァー』）のエンディングでは、地上とは違うエネルギー秩序を持つ魔界に興味を引かれながらも滅びゆく運命に落胆して、アンドロメダへ向けて飛び立っていく。『ヴァンパイア ハンター2』（以下『ハンター2』）では、パイロン使用時と不使用時両方のエンディングに登場しているが、勝っても負けても、復活しようとする「かの者」ことジェダに取り込まれてしまう。なお『ハンター』以前は自分の意志で力を抑制しているが、『セイヴァー』以降は魔次元に力を抑制されており、この差異が前述の取り込まれる結末に影響している。
その見た目は、人型をした炎の塊。体が常に燃え上がる炎のように揺らいでおり、たくましい筋肉質の体に、頭部から二本の角が横に生えている。パイロンの体は、物質としての形態が元々存在しない不定形の精神体である。自身の体を「人間の形」に変化させているのは、地球でのルール（或いは自分が決めたルールに）に従って、相手と対等に戦うためである。この制約を解いて全力を出した場合、本人によれば銀河が消滅するという。性格は「自身こそが宇宙の支配者である」と自負しているだけあって、尊大でプライドが高い。そのため、勝利メッセージも相手を見下した内容のものが多い。
ホームステージは、『ハンター』までは大西洋の底。『セイヴァー』以降は設定されてはいないが、『ハンター2』でボスとして登場する際は「FETUS OF GOD（神の胎児）」、『ヴァンパイア セイヴァー2』（以下『セイヴァー2』）で中ボスとして登場する際は「IRON HORSE,IRON TERROR（鉄の馬、鉄の恐怖）」に登場する。
『CAPCOM FIGHTING Jam』（以下『CFJ』）でも最終ボスとして登場。一時の暇つぶしのために時空を歪め、様々な平行世界を繋げて登場キャラクターを集結させたというストーリーになっている。家庭用で追加されたエンディングでは新しい趣向を思い立ち、遅れてきた戦士たち（参戦できなかったキャラクターたち）の出迎えを自らの分身に任せている。

## ゲーム上の特徴
戦闘スタイルは、「地球でのルールに従う」ということで人間の動きに準じたものが基本になっている。しかし、炎の塊という風貌どおり、しゃがみ攻撃の際に地面から火柱を吹き上げたり、自分の体を炎の形に変えるなどの攻撃を行う。また、テレポート能力を有しており、瞬間的に間合いを詰めるなどの戦略が取れる。
初代『ヴァンパイア』ではCPU専用キャラクターおよび最終ボスとして登場。隙が少ない必殺技や、他のキャラクターには無い「削り」能力を持つ通常技など、非常に優遇された性能を誇った。
最初から使用可能となった『ハンター』では通常技の削り能力がなくなるなど、若干の調整を施されたものの、飛び道具の「ソルスマッシャー」、突進技の「ゾディアックファイア」や「オービターブレイズ」を駆使することでパイロンへの接近が困難になり、性能を熟知した上級者が使用するパイロンは圧倒的な強さを見せた。
しかし『セイヴァー』シリーズ以降は、他のキャラクターとのバランスの配慮により、攻撃力の低さや与える回復可能ダメージの多さなど、かつての猛威を感じられないほどの弱体化が施された。
それでも、攻撃力の低さを除けば、高い機動力、突進技、コマンド投げの「プラネットバーニング」のような高い性能を持つ技が揃っており、それらを駆使することで強さを発揮する。
なお、『ハンター2』にて最終ボスとして登場する際、火柱が出現した後球体に包まれたパイロンが高笑いとともにゆっくりと降りてくるという専用の演出が用意されている。なお、この演出は一度だけで、最終ボスとしてのパイロンに負けてプレイヤーがコンティニューした場合は、プレイヤーが使用するパイロンと同じ演出となる。
『CFJ』では、CPU時に初代『ヴァンパイア』と同様に「削り」能力を持つ通常技を持っている。ただし、初めて登場したときほどの強さは見せてこない。また、プレイヤーが操作する場合も『セイヴァー』シリーズほど弱くはない。

## 技の解説
初代『ヴァンパイア』のみ、パイロンにはスペシャルゲージが存在しないため、家庭用で使用した場合でもES必殺技とスペシャル必殺技が使用不可能となっている。なお、『クロニクル』の「ヴァンパイアタイプ」は初代をベースに大幅なアレンジを加えたものとなっており、EX必殺技以外のゲージを使用する行動は行うことができる。

### 通常技
相手の距離とは無関係でレバー前入れで常に遠距離技となり、それ以外で近距離技へと変化する。なおジャンプ状態の垂斜の区別はない。
| 操作     | 立ち（近距離）       | 立ち（遠距離）       | しゃがみ             | ジャンプ               |
| -------- | -------------------- | -------------------- | -------------------- | ---------------------- |
| 弱パンチ | フレイムテイル       | フレイムヘッド       | シャインエッジ       | メテオアタック         |
| 中パンチ | ソルブレイズ         | ブラストブレイズ     | ボイルドピラー       | メテオバスタード       |
| 強パンチ | ノヴァプロミネンス   | メテオデストロイ     | ニュークリアエラプト | メテオマグニファイ     |
| 弱キック | コスモライン         | コスモライン         | グランドメルト       | ヘルストームファイア   |
| 中キック | ネビュライメージ     | ネビュライメージ     | スプラッシュヒート   | ヘルストームバーニング |
| 強キック | ユニバーサルメネイス | ユニバーサルメネイス | マグマトレイル       | ヘルストームビッグバン |

### 特殊技
初代『ヴァンパイア』のみダッシュが無く、代わりとして通常の移動がダッシュ並の速度となっている。
急降下攻撃
『ハンター』以降で実装。空中でのレバー下入れパンチで、技のモーションや威力自体は元のジャンプパンチと同じだが軌道が変化し、攻撃を出したままで直線状に降下するようになる。通常と異なりしゃがみガード可能になっており、ヒット、ガードを問わず相手に当たると跳ね返る。「急降下攻撃」とは総称であり、個別の技名自体は元の通常技の「メテオアタック（弱パンチ）」、「メテオバスタード（中パンチ）」、「メテオマグニファイ（強パンチ）」と同じままとなっている。
以下では全て特殊技版を解説する。
メテオアタック
空中から斜め前下方に向かって落下しながらパンチをする。後方へ向かってのジャンプ中でも、必ず前に斜め下方向に落ちるため、フェイントにもなる。初代のみ、空中弱パンチ攻撃がこれになっていた。
メテオバスタード
上記の中パンチ版。手を火球状にして、斜め下方に進む。若干、攻撃の間合いが延びる。
メテオマグニファイ
上記の強パンチ版。手を水に水滴が落ちた際の王冠状の溶岩に変えて、斜め下方に進む。間合いが「メテオバスタード」からさらに延びる。
フレイムヘッド
レバー前入れ弱パンチ。滑りながらジャブを打つ。キャンセル可能。
ブラストブレイズ
レバー前入れ中パンチ。拳を盾状に拡げながら突っ込む。
メテオデストロイ
レバー前入れ強パンチ。両腕を鋭い槍状にしながら突進し、3ヒットする。

### 投げ技
コロナウイップ
相手をつかんだ後に自分の体を触手のような形に変形させて、放り投げる。動作の隙は小さく、技後の追いうちも決まるが威力は低い。
ギャラクティックスルー
空中投げ。相手を、斜め下へ打ち出すようにして地面へ叩きつける。

### 必殺技
ソルスマッシャー
両手から、球状の炎を飛ばす飛び道具。弱中強で軌道が変わり、弱はまっすぐ真横に、中と強は、弧を描いて斜め上に向かって飛んで行き、特に強は角度が極端に斜め上になる。当たった相手を燃焼させ、必ずダウンを奪うことができる。空中でも使用可能。強で出すと、まっすぐ斜め下方に向かって飛んでいき、飛行速度は最も遅い。弱のほうがより手前に落ち、飛行速度は最も速い。初代のみ、地面に着弾すると空中ガード不能の火柱が上がり、接近が困難になる。本体が攻撃を受けると炎は消滅する。
ES版は、弱の軌道で飛び、ヒット数が3に増える。空中版は、地上同様3ヒットで強の軌道で飛んで行き、初代の時のように地面への着弾時に、空中ガード不能の火柱が上がる。『セイヴァー』シリーズ以降は空中ガード可能となったが、相手の接近を阻止するという意味では十分実用的。通常時とは異なり、本体が攻撃を受けても消滅しない。
なお、『ハンター2』と『セイヴァー2』とでは弾速が違い、『ハンター2』の物が少し速くなっている。
ゾディアックファイア
体を炎の輪に変えて転がるようにして突進する。弱中強によって移動距離が変化する。弱は移動距離が非常に短く、強は画面の端から端まで届く。初代のみ、斜め上方向に向かって飛び上がる性能になっていた。ガードキャンセルに対応している。技後には追いうちが入る。
ES版は強と同じく画面端まで進み、攻撃速度が強で出した時よりも高速になる。最大ヒット数は、『ハンター』以降は5。
オービターブレイズ
足を火球に変え体の周囲を回転させながら、斜め前下方に向かって進む。弱の回転速度は遅く、手前に早く落ちるが、強で出すと回転は早く、降下に時間が掛かる。後方ジャンプ中に発動しても、必ず斜め前下方に向かって進む。
ES版は強と同じ軌道で進み、攻撃速度がより高速になる。最大ヒット数は5だが、削りについてはパイロンが着地するまで何度でも起こる。
ギャラクシートリップ
瞬間移動技。弱中強のパンチとキックの各ボタンに対応する場所に移動する技で、空中でも出すことができる。パンチで出すと空中に、キックで出すと空中に現れる。姿が消えている状態は無敵状態だが、動作の前後に隙があるため、相手の技に潰されることもしばしば。
プラネットバーニング
コマンド投げ。相手をつかんだ後、網状の球体に変化し、その中に閉じ込めて空中に飛び上がり、地面へ落下して叩きつける。技後の追いうちはまず不可。
ES版は、地面へ叩きつける回数が3回に増える。投げ技なので、ヒット数には反映されない。
スターダストシュート
『ハンター』にて追加された、『ヴァンパイア』のシステムのダウン追撃技。相手の空中にテレポートし、足先を尖らせて落下し3ヒットする。使用後は、テレポートして相手のすぐ近くに現れる。動作が高速で、確実に決まる場面は多い。
ES版はヒット数が6に増える。

### EX必殺技（超必殺技）
コスモディスラプション
自分から一定距離離れた位置に、爆発する火球を星座を象った形で複数作る。貯めが可能で、その時間に応じて三角定規座→カシオペヤ座→オリオン座→北斗七星の形になる。だが、北斗七星の形を発動させるのは実戦では困難。最大ヒット数はまばらで安定しない。なお、星座が爆発している間、相手は前進・後退ができなくなる。『セイヴァー2』『ハンター2』のダークフォース時には、貯め時間に関係なく8つの火球が発射される（これは通常版の星座とはさらに異なる形状）。
パイルドヘル
『セイヴァー2』『ハンター2』で追加されたEX必殺技。自らが巨大な火柱になる。画面上限まで火柱が伸びるため、飛び越えることは不可能だが、空中ガードで防がれる。技が終わると、必ず上端から無防備な状態で落ちてくる。3ボタン同時押しで発動させると火柱の表面に顔が浮かぶが、技の性能面での違いは全く無い。
セガサターン版『セイヴァー』でも使用可能だが、PlayStation版『ヴァンパイア セイヴァー EXエディション』ではD.F.POWER仕様のみ「パイルドヘル」を使用できる。
シャイニングジェミニ
家庭用『セイヴァー』でのダークフォース、『セイヴァー2』『ハンター2』でのEX必殺技。1テンポ遅れて攻撃する分身を作り出す。分身は、攻撃力が本体より若干落ち、押したボタンに応じて本体とは異なる攪乱攻撃を行う。

## 特殊なダメージモーション
ミッドナイトブリス（デミトリ）
女性型。血を吸われるときは、目から光線が出る。
王家の裁き（アナカリス）
目がある火の玉。
とが首さらし（ビシャモン）
勝利ポーズ時の顔のある火柱が、涙を流している。
サングェ＝パッサーレ（ジェダ）
体全体が膨張し、巨大な火球になる。

## 登場ゲーム作品
- ヴァンパイアシリーズ
  - ヴァンパイア
  - ヴァンパイア ハンター
  - ヴァンパイア セイヴァー（家庭用のみ）
  - ヴァンパイア ハンター2
  - ヴァンパイア セイヴァー2
  - ヴァンパイア クロニクル ザ カオスタワー
  - ヴァンパイア ダークストーカーズコレクション
- その他
  - CAPCOM FIGHTING Jam
  - タツノコ VS. CAPCOM CROSS GENERATION OF HEROES（エンディングのみ）
  - ポケットファイター（裁かれ状態で登場）
- 他社
  - SNK VS. CAPCOM 激突カードファイターズシリーズ
  - PROJECT X ZONE 2:BRAVE NEW WORLD（敵キャラクターとして登場）

## 声の出演
- 檜山修之（全ゲーム作品）
- 小川真司（OVA『THE ANIMATED SERIES ヴァンパイアハンター』、ドラマCD『ヴァンパイアハンター The Animated Series 』）
- 銀河万丈（ドラマCD『電撃CD文庫EX ヴァンパイア 〜ザ ナイト ウォーリアーズ〜』）

## その他
ゲーム中ではほとんどボイスがなく、勝利ポーズ中に野太い笑い声を上げるのみである。
東まゆみの漫画『ヴァンパイア セイヴァー 〜魂の迷い子〜』では、『セイヴァー』までのシリーズのプレイヤーキャラクターの中で唯一登場していない。
エネルギー生命体のはずだが、初代『ヴァンパイア』と『ハンター』でのモリガンのエンディングでは、モリガンの接吻によって骨と化す。この際、頭部の角にも骨が見て取れる。また、『CFJ』のローズのエンディングではタロットカードに封印されてしまう。
『セイヴァー』以降の乱入キャラクターは作品により異なり、『ハンター2』と家庭用『セイヴァー』ではドノヴァン、『セイヴァー2』と『クロニクル』ではフォボスが乱入してくる。
PlayStation 2版の『ヴァンパイア ダークストーカーズコレクション』およびSteam・PlayStation 4・Nintendo Switch・Xbox Oneの『カプコン ファイティング コレクション』の初代『ヴァンパイア』ではプレイヤーキャラクターとして使えるようになったため、新たに敗北時のグラフィックが追加されている（元々はCPU専用の最終ボスであったため敗北時のグラフィックは必要なかった）。
『タツノコ VS. CAPCOM CROSS GENERATION OF HEROES』ではテッカマンのエンディングに登場。地球圏に襲来し、圧倒的な存在感を見せ付けるもののゴールドライタン、PTX-40A（イワン）、ロールの救援もあり、最終的に「超回転テックランサー」を喰らい敗れ去る。アレンジ版の『TATSUNOKO VS. CAPCOM ULTIMATE ALL-STARS』（以下、『UAS』）では、テッカマンの救援に上記のメンバーに加えゼロとテッカマンブレードも追加されているが、決着は描かれていない（決着部分がアニメデモだったため、『UAS』ではアニメデモがカットされている）。また、コンドルのジョーのエンディングでは既にバードミサイルで倒された姿が描かれている。